# Ahmad Salim uld Sidi
Ahmad Salim uld Sidi, Ahmed Salim ould Sidi, arab. ‏أحمد سالم ولد سيدي‎ (ur. 1939, zm. po 16 marca 1981) – mauretański wojskowy, tymczasowy premier Mauretanii od 27 do 31 maja 1979 roku.
Uczestniczył w zamachu stanu z kwietnia 1979, który pozbawił realnej władzy wojskowego dyktatora Mustafę uld Salika i wyniósł na stanowisko premiera Ahmada wuld Busajfa. Gdy 27 maja 1979 roku zginął w katastrofie lotniczej pod Dakarem dotychczasowy szef rządu, Ahmad Salim uld Sidi przejął jego obowiązki do czasu powołania kolejnego premiera. 31 maja na szefa rządu został powołany Muhammad Chuna uld Hajdalla, któremu wkrótce udało się zgromadzić władzę w swoich rękach.
Sidi był wiceprzewodniczącym Wojskowego Komitetu Zbawienia Narodowego. Stanowisko to utracił na początku 1980, gdy Hajdalla wyeliminował wszystkich zagrażających jego pozycji polityków. Sidi dołączył do AMD (Alians dla Demokratycznej Mauretanii), opozycyjnej grupy skupionej wokół byłego prezydenta Muchtara wuld Daddy i wspieranej przez państwa arabskie sprzeciwiające się antymarokańskiej polityce Hajdalli. 16 marca 1981 stanął na czele zamachu stanu, wspierany przez promarokańskich polityków i byłego dowódcę lotnictwa wojskowego Mohameda Abdelkadera. Pucz nie odniósł skutku i zachęcił Hajdallę do powrotu do wojskowej formy rządów. Obydwaj przywódcy przewrotu zostali skazani na śmierć i straceni.